# Packstation

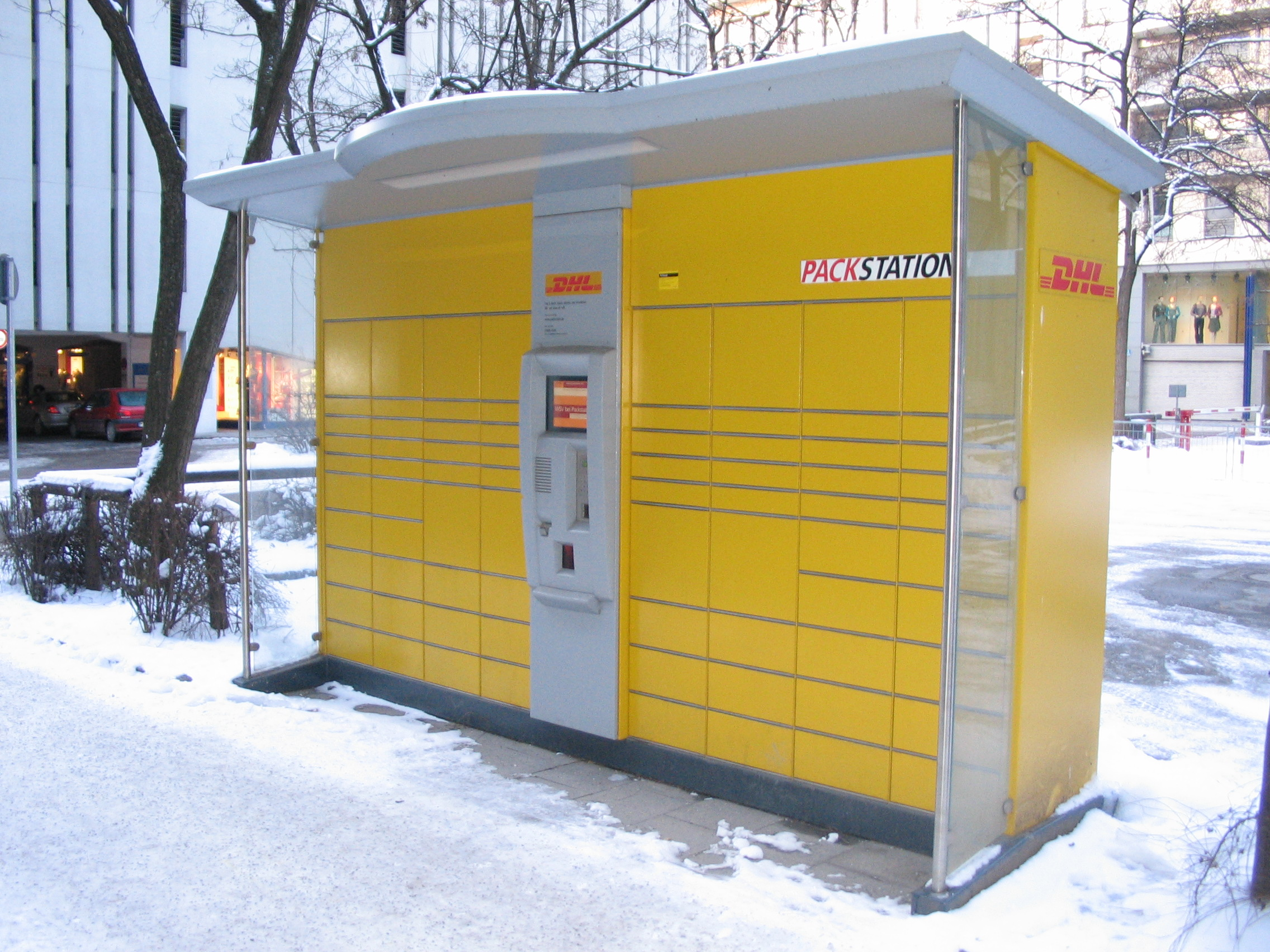
Packstation – Modelo de sistema de bandeja. Cada envío tiene su propio compartimento (2006)

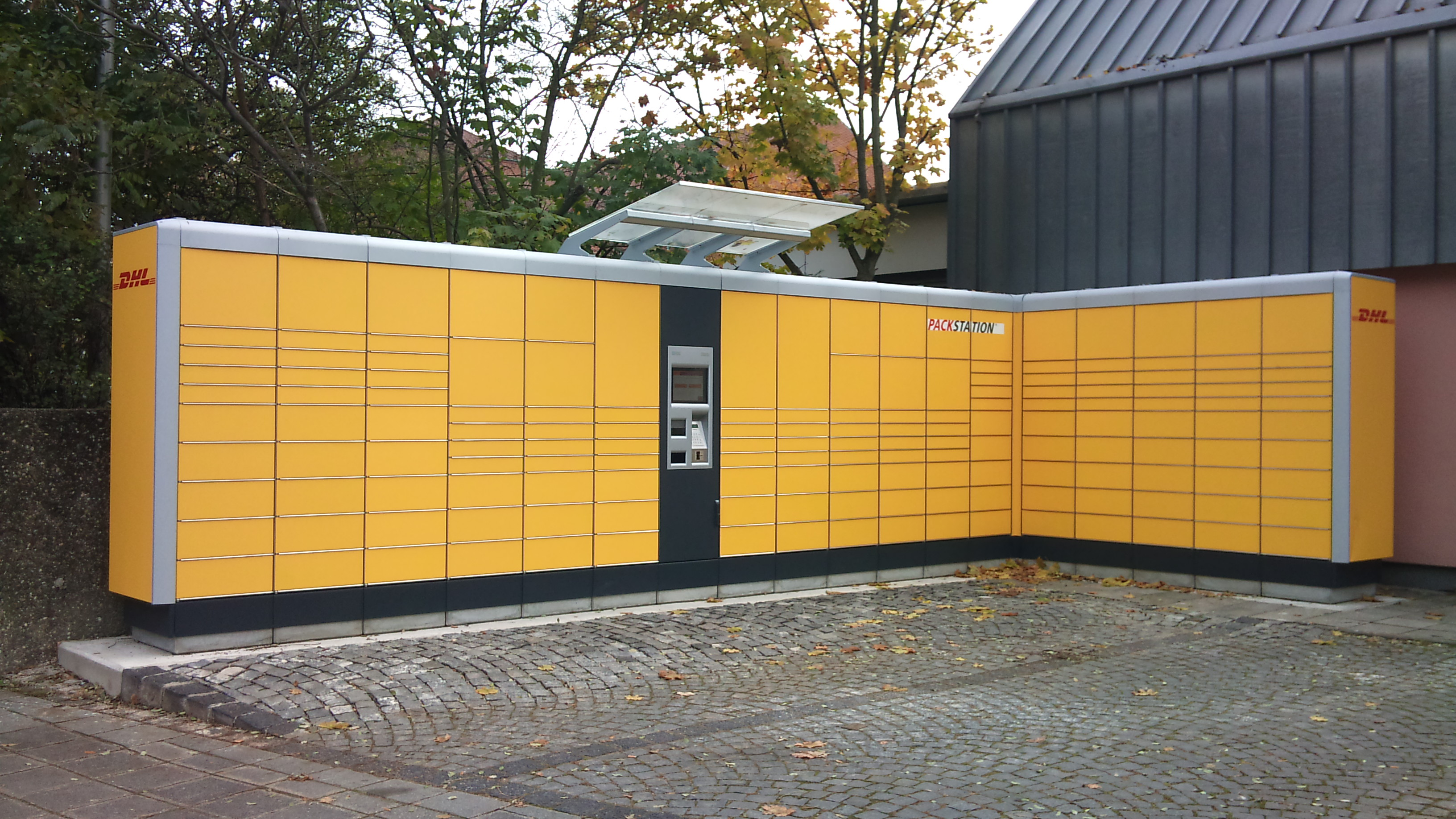
Packstation con diseño modular (2010)

La estación de paquetes (Packstation) es una máquina de entrega automática desarrollada por la empresa de paquetería DHL, integrada a la compañía de correos alemana Deutsche Post DHL. En Alemania, las estaciones de paquetes se encuentran estratégicamente ubicadas, ya sea en exteriores o en zonas concurridas como al interior de centros comerciales o estaciones de metro. 

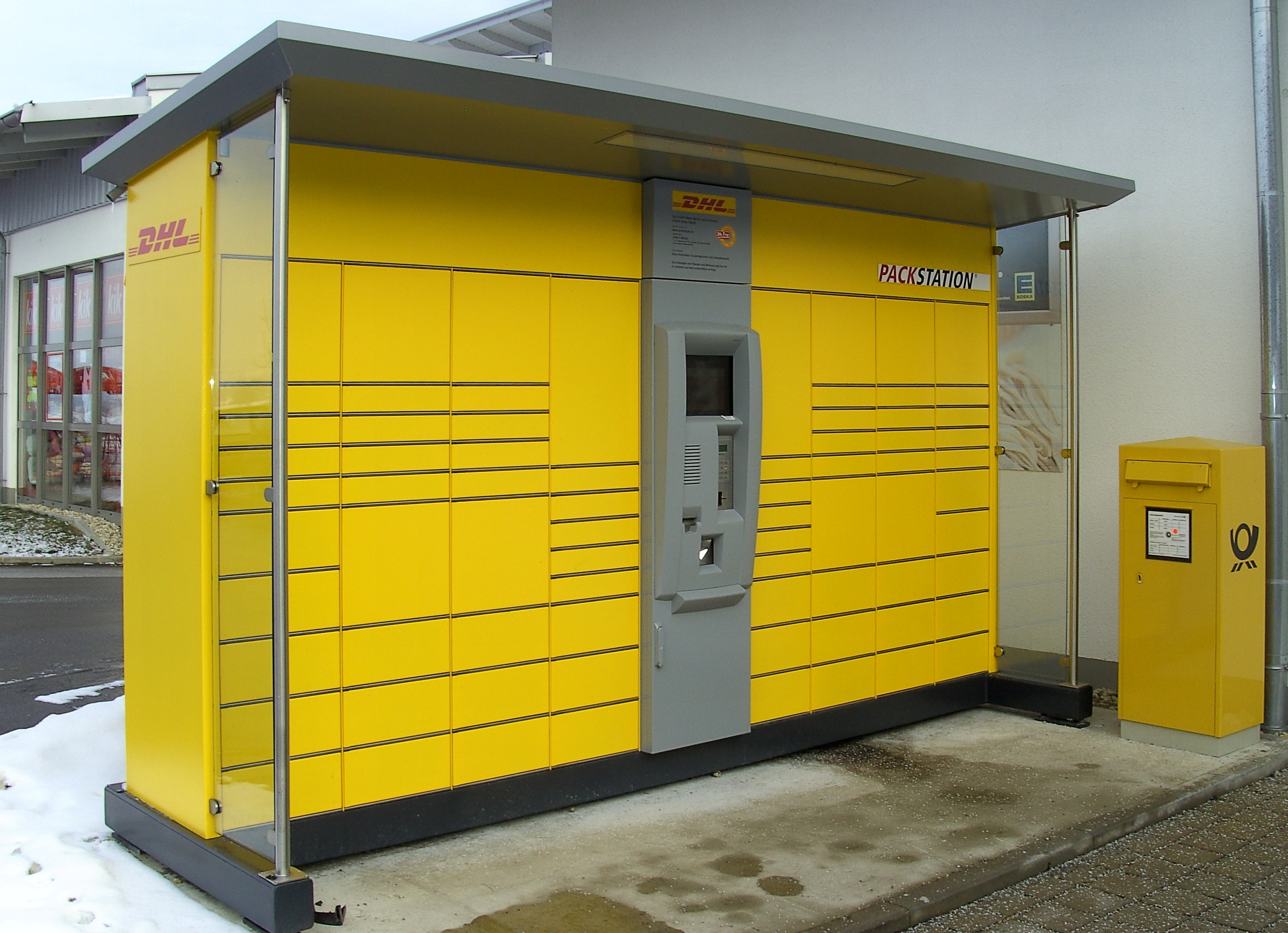
DHL Packstation en Alemania

La estación de paquetes es parte de una estrategia B2C («del negocio al consumidor») y le ofrece a los usuarios la posibilidad de tener acceso a los paquetes 24 horas al día, siete días a la semana. Sólo los paquetes enviados por DHL Deutsche Post se pueden entregar en las Packstations. 

## Historia

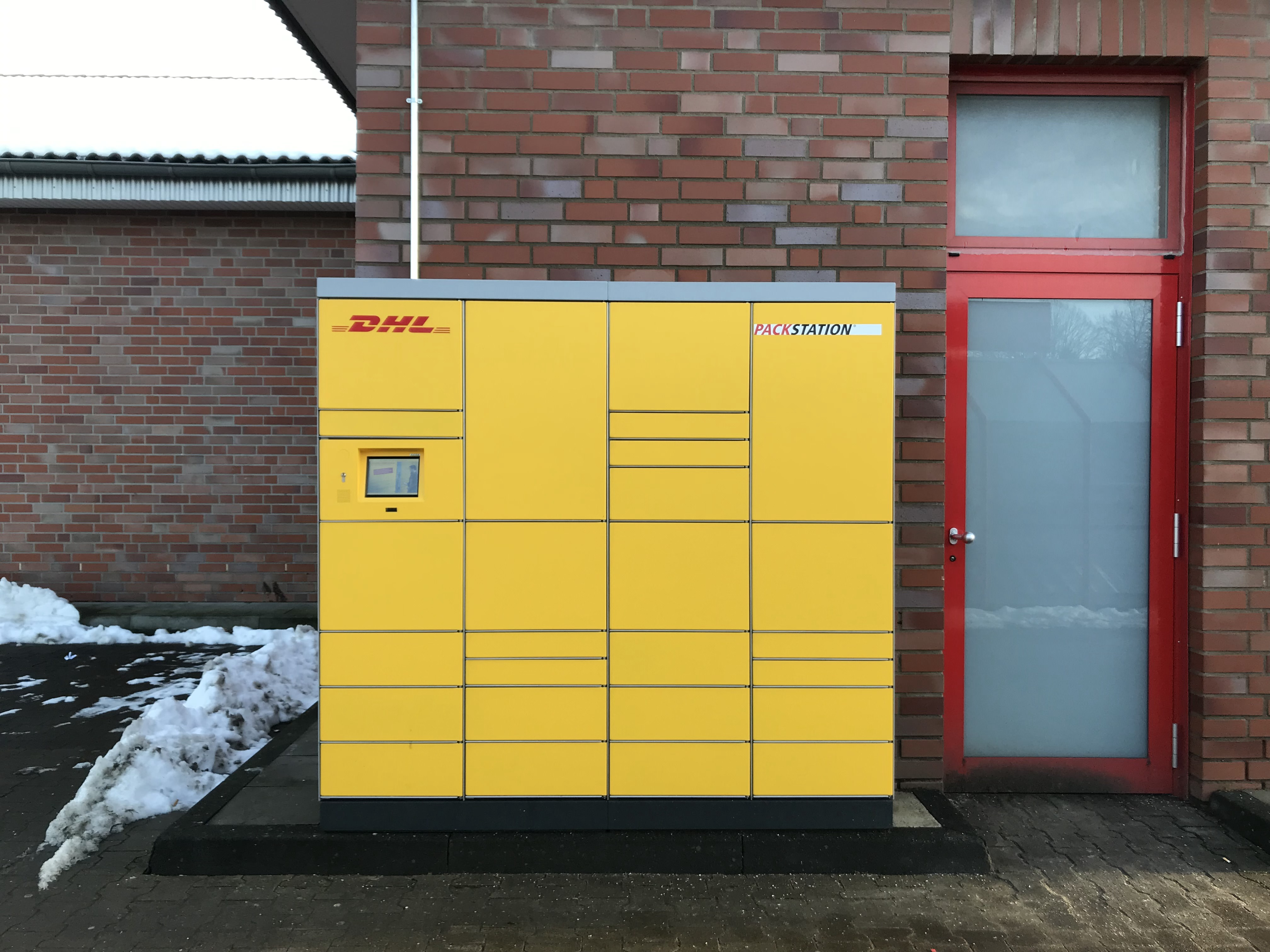
Pequeña estación de paquetes en una gasolinera en Colonia (2019)

Como un proyecto inicial entre la empresa de paquetería DHL y la empresa de servicios automatizados KEBA, la iniciativa Packstation fue lanzada en 2001 en las ciudades de Mainz y Dortmund, expandiéndose rápidamente por el resto del país. 
Hoy en día hay más de 2.500 máquinas automáticas en Alemania y más de dos millones de usuarios. Esta experiencia exitosa inspiró a otros países de Europa y del mundo, como Austria, Rusia, Dinamarca y Turquía.
Empresa de telecomunicaciones Alemana T-Systems es responsable de todos los servicios de Packstation relacionados con la tecnología de la información y comunicación desde la máquina hasta el ordenador.

## Características

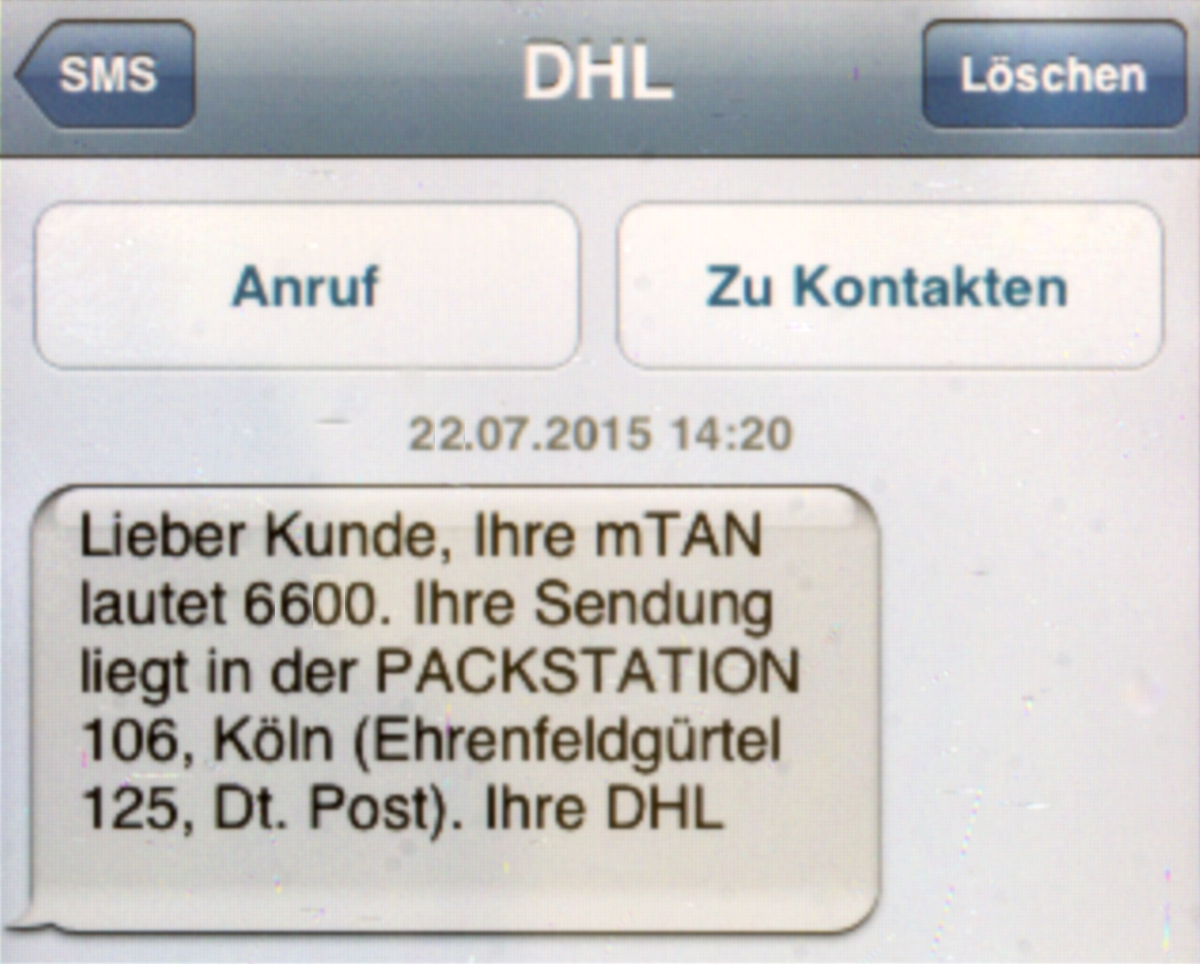
SMS, con el número de transacción para la recogida.

La estación de paquetes Packstation fue creada para resolver el inconveniente de las entregas en casa cuando el destinatario no se encuentra en su domicilio. Como el número de compras por internet sigue en aumento y los horarios tradicionales de entrega no coinciden con la disponibilidad de los clientes, es esencial para las empresas de logística sugerir nuevas formas de entrega.
Las estaciones de paquetes Packstation son financiadas en su totalidad por DHL, por tanto los clientes no incurren en costos extras. Las dimensiones mínimas de un paquete aceptado por la estación son de 15 × 11 × 1 cm y un máximo de 60 × 35 × 35 cm. 
Para acceder a este servicio hay que estar registrado en el sitio Paket.de. Después de recibir por correo una tarjeta de banda magnética (Goldcard) con el número de cliente, el usuario puede elegir la Packstation como su método de entrega y escoger su estación preferida.
Una vez el paquete llega a la estación, se le notifica al destinatario a través de un mensaje de texto-SMS o correo electrónico. El paquete puede ser recogido dentro de nueve días con la tarjeta de usuario y el código TAN enviado al teléfono móvil. Para el envío de paquetes primero se debe adquirir el sello postal correspondiente en la oficina de correos, en línea o en la máquina ubicada en la Packstation. También es posible ubicar otras Packstations de DHL a través del sitio web de DHL o a través de la aplicación móvil oficial de la compañía.